# Alexandru Ioniță (calciatore 1994)
Alexandru Cornel Ioniță (pronuncia rumena [alekˈsandru korˈnel joˈnitsə]; Bucarest, 14 dicembre 1994) è un calciatore rumeno, centrocampista dello Yunnan Yukun.

## Palmarès

### Club

#### Competizioni nazionali
- Campionato rumeno: 2

Astra Giurgiu: 2015-2016
CFR Cluj: 2017-2018
- Coppa di Romania: 1

Astra Giurgiu: 2013-2014
- Supercoppa di Romania: 3

Astra Giurgiu: 2014, 2016
CFR Cluj: 2018
- China League One: 1

Yunnan Yukun: 2024